# حديقة بيفيلد الوطنية
بيفيلد هي حديقة وطنية في ولاية كوينزلاند، أستراليا، 70كم شمال شرق روكهامبتون.